# Moše Sardines
Moše Sardines (hebrejsky: משה סרדינס, žil 21. června 1917 – 24. března 1984) byl izraelský politik a poslanec Knesetu za strany Mapaj, Ma'arach, Izraelská strana práce a opět Ma'arach.

## Biografie
Narodil se ve městě İzmir v tehdejší Osmanské říši (dnes Turecko). Absolvoval střední školu. V roce 1949 přesídlil do Izraele. Patřil mezi zakladatele mošavu Geva Karmel.

## Politická dráha
Angažoval se v mošavovém hnutí, vedl nákupní organizaci tohoto hnutí. V izraelském parlamentu zasedl poprvé po volbách v roce 1959, do kterých šel za stranu Mapaj. Byl členem výboru pro ekonomické záležitosti a výboru House Committee. Znovu se v Knesetu objevil po volbách v roce 1961, kdy kandidoval opět za Mapaj. Stal se členem výboru pro ekonomické záležitosti, výboru práce a výboru House Committee. Opětovně byl zvolen ve volbách v roce 1965, nyní na kandidátce formace Ma'arach. V průběhu volebního období dočasně přešel s celou stranou do poslaneckého klubu Strany práce, aby se pak vrátil k názvu Ma'arach. Byl členem výboru práce a finančního výboru. Zároveň zastával post místopředsedy Knesetu. Ve volbách v roce 1969 poslanecký mandát neobhájil.